# Svikning
Svikning (afledt af verbet at svikke) er et teknisk udtryk for, at en vindmølle i drift tilpasses vindstyrken. I stærk blæst skal vinden kunne blæse gennem vingerne ved at sejlene rulles delvis ind, ellers er der risiko for, at møllen beskadiges. 
En vindmølle påføres sejl for at fange vinden. I vindmøllernes første tid bestod vingesejlene enten af stofsejl, som skulle rigges på vingens "hækværk" på samme måde som et sejlskib rigges, eller af træplader, som kunne sættes på møllevingerne, de såkaldte splitsejl. En fællesnævner for stofsejl og splitsejl er, at det kun er muligt at regulere sejlføringen, når møllen er standset. Dette indebærer, at det er nødvendigt at bremse vingerne, når vinden skifter retning. Det var derfor en stor lettelse af arbejdsgangen, da  skotten Andrew Meikle  i 1772 opfandt jalousierne. Disse er opbygget som klapper af træ, som er selvregulerende. Ved normal vindstyrke danner klapperne en tæt vingeflade, men blæser det stærkere åbner klapperne sig. I 1807 kom endnu en opfindelse, patentsejlet, der betød, at svikningen kunne reguleres trinvis, uden at møllen skulle standses i løbet af processen.

## Galleri
- Sønderho Mølle har ’’hækværk’’, hvorpå der kan sættes sejl
- Karlebo Mølle har ’’hækværk’’, som her er forsynet med sejl, da møllen er i drift.
- Dybbøl Mølle med ’’jalousier’’, der er åbne, da møllen er standset.
- Ramløse Mølle med ’’jalousier’’, der er lukkede, da fotoet er taget, mens  møllen er i drift.